# Glista ludzka
Glista ludzka (łac. Ascaris lumbricoides hominis) – pasożyt ludzki z rodzaju Ascaris.

## Budowa
Osiąga około 40 cm długości. Ma obły kształt ciała o barwie bladoróżowej. Wzdłuż ciała biegną cztery podłużne linie. Linia grzbietowa i brzuszna są cienkie i białe, a linie boczne – brunatne i grubsze. Otwór gębowy otoczony jest trzema wargami: wargą grzbietową i dwiema wargami przybrzusznymi. Wargi służą za narząd czepny i wyposażone są w brodawki wargowe, które spełniają rolę narządów dotyku. Około 2 mm od przedniego końca ciała znajduje się na stronie brzusznej otwór wydalniczy. Mniej więcej w tej samej odległości od tylnego końca ciała, również na stronie brzusznej, mieści się otwór odbytowy. U samców nazywany jest otworem stekowym, ponieważ spełnia też funkcję otworu płciowego. Układ płciowy samicy uchodzi na zewnątrz odrębnym otworem płciowym – szparą sromową. Wór skórno-mięśniowy złożony jest z elastycznego oskórka (cuticula), który składa się z kilku warstw różniących się ułożeniem włókienek. Pod oskórkiem leży naskórek (hypodermis) o charakterze syncytium. Oskórek i naskórek tworzą razem skórę, pod którą znajduje się warstwa mięśni podłużnych. Mięśnie rozdzielone są za pomocą wałków hypodermalnych na cztery pasma, z których dwa leżą na stronie grzbietowej, a dwa na brzusznej. 
Otwór gębowy prowadzi do silnie umięśnionej gardzieli, wysłanej grubą warstwą oskórka i mającej w przekroju poprzecznym kształt trójkąta. Gardziel prowadzi do jelita środkowego, które przechodzi w jelito proste, uchodzące na zewnątrz otworem odbytowym. Układ wydalniczy zbudowany jest z trzech ogromnych komórek. Dwa podłużne kanały biegnące pośrodku wałków hypodermalnych zbiegają się na przodzie we wspólny przewód wyprowadzający. Układ nerwowy złożony jest z pierścienia nerwowego otaczającego gardziel, 6 powrózków nerwowych odchodzących ku przodowi od pierścienia okołogardzielowego i 8 pni nerwowych odchodzących od tego pierścienia ku tyłowi. 
Glista ludzka jest rozdzielnopłciowa, samice mogą mieć do 40 cm długości i są dłuższe od samców, których długość zawiera się w granicach 10-32 cm. W ten sposób można odróżnić samicę od samca. Narządy rozrodcze samca są nieparzyste - jądro, nasieniowód i przewód wytryskowy, a samicy parzyste - dwa jajniki, dwa jajowody i dwie macice, łączące się we wspólną pochwę. 
Choroba wywoływana przez glistę ludzką nosi nazwę glistnicy.

## Cykl rozwojowy
Dorosłe samice żyją w jelicie cienkim. Żywią się nabłonkiem ściany jelita i substancjami zawartymi w treści jelitowej. Składają dziennie do 200 tysięcy jaj, które z kałem żywiciela wydostają się na zewnątrz. Umożliwia to rozwój do postaci larwalnej, gdyż rozwój ten może przebiegać tylko w obecności tlenu i wilgoci w temperaturze poniżej 36°C. Po kilku tygodniach (30-40 dni) w jajach rozwijają się larwy. Proces ten odbywa się w ziemi lub w wodzie. W takiej postaci czekają na połknięcie przez żywiciela. Larwa w dojrzałym jajeczku może przetrwać w naszym klimacie przez 2-5 lat. Ponieważ glista jest pasożytem monoksenicznym (występują tylko u jednego żywiciela), kolejnym żywicielem jest również człowiek. W jelicie cienkim człowieka larwy wydostają się z osłon jajowych. Uwolnione larwy przez ścianki jelita przedostają się do naczyń krwionośnych i rozpoczynają wędrówkę do płuc. Jest to konieczne, ponieważ do dalszego rozwoju potrzebują tlenu. Docierają więc do pęcherzyków płucnych. Tam dwukrotnie linieją. Po osiągnięciu 2 mm długości zaczynają wędrówkę w górę przez oskrzeliki, oskrzela, tchawicę do krtani, skąd odruchowo przełknięte, dostają się do żołądka i stąd do jelita. Tu dorastają. Po ok. 2 miesiącach od zakażenia zaczynają w jelicie rozmnażać się płciowo. W jelicie cienkim glista może przeżyć 1-1½ roku.
Choroba spowodowana przez glisty nosi nazwę glistnicy i objawia się najczęściej ogólnym osłabieniem, zawrotami głowy, obrzękami twarzy, nadmierną pobudliwością chorego i reakcjami alergicznymi. Gdy zakażenie jest masowe, może dochodzić do całkowitego braku drożności jelit. Glistą można się zarazić, jedząc niedomyte warzywa, które były nawożone ludzkimi fekaliami, lub pijąc zanieczyszczoną wodę (np. w czasie kąpieli w jeziorze, rzadziej basenie), albo jedząc produkty spożywcze zarażone przez owady roznoszące jajeczka glisty.

## Genetyka
Samce glisty ludzkiej mają 43 chromosomy, a samice 48.